# Грађа олфакторног чулног апарата
Чуло мириса се налази у мирисном епителу, лоцираном у врху носне шупљине. Она је уздужном преградом (септум) подељена на две шупљине - леву и десну, а трима носним шкољкама у свакој шупљини на још четири ваздушна пролаза. Мирисни епител налази се при врху највишег ваздушног простора, али прелази делом са унутрашње стране на носну преграду. Површина мирисног епитела је релативно мала и износи око 240 mm². Ту је слузокожа задебљана и има жућкасту боју. Овај жути епител је веома значајан јер у случају његовог недостатка (код албиноса, нпр.) настаје мирисно слепило, аносмија.
Главни олфакторни систем, (код људи један јединствени олфакторни систем), је задужен за идентификацију и локализацију мириса, који каже шта мирише и где се то налази. У том смислу, људи заостају у односу на друге сисаре. Пас на пример има до 15 пута већи епител у унутрашњости носне шупљине, чак 100 пута више рецептора по cm². Помоћни олфакторни систем је локализован скрајнуто од главног олфакторног система, и његова основна функција је осетљивост на феромоне. Нема га код риба и птица, а код људи, његово постојање је дискутабилно.

## Грађа
Мирисни епител граде потпорне ћелије, мирисне ћелије и ситне, ткзв. Боуманове жлезде. Чулна мирисна ћелија је биполарног типа. Из једног задебљања, које подсећа на мехурић, пушта цитоплазматични изданак - трепљу у слуз која покрива епител. Влакна која полазе од олфактивних ћелија, по неколико њих заједно, пробијају ситасту кост лобање чинећи мирисни, олфакторни нерв (fila olfactoria) који се завршава непосредно по уласку у лобању у мирисној главици (bulbus olfactorius). Ту долази до синапсе. Нервни импулси прелазе на нов неурон - митралну ћелију. Претпоставља се да на једну митралну ћелију долази 1000 олфактивних.
Влакна митралних ћелија чине олфактивни тракт и гранају се у неколико праваца, од којих су најважнији:
- кроз латералну стрију до ункуса
- кроз медијалну олфактивну стрију до gyrus subscallusuma
- кроз олфактивну зону предње комисуре

Осим кранијалних нерава, ту су и бројни пројекциони и рефлексни силазни путеви. Улоге појединих центара нису познате, али очигледно је да ова сложена слика није последица само некадашњег рудиментарног чула, већ и актуелних задатака које чуло обавља.

## Драж
Мирисне супстанце доспевају до мирисног епитела на два начина: ушмркивањем кроз ноздрве и из уста кроз хоане. Лагано дисање обавља се само кроз доњи ваздушни пролаз, па је за мирисање потребно повећавати брзину струјања ваздуха - ушмркивати га. С друге стране, мирисна материја из уста приликом жвакања доспева кроз хоане до мирисног епитела.
Дражи ове осетљивости морају бити: испарљиве, растворљиве у води (слузи) и растворљиве у органским растварачима (липидима). То су три услова како би се преносила мирисна информација. Ако се изразито јаки мириси, на пример парфеми, примењују директно на епител у јакој концентрацији, мирис се не добија (Веберов опит). Затим, уколико није растворљив у води, материја не може доспети кроз слуз до мирисног епитела. И коначно, растворљивост у органским растварачима је нужна да би се цитоплазматични изданци чулних ћелија покренули на акцију. Шећер и со не миришу, јер нису растворљиви у мастима.
У неким литературама се спомиње и да би се опазили, молекули морају да буду крупни, што нова истраживања негирају. Истраживач Дисон говори о Раман померању код инсеката, који мирис опажају путем спектралне вибрације молекула. Свака материја има специфичну вибрацију.
Постоје две теорије на нивоу рецептора о процесу мирисања, физичка и хемијска. По првој, апсорпција материје доводи до промене у пермеабилитету мембране и до настајања акционог потенцијала. По другој, која је вероватнија, долази до хемијског процеса после дифузије материје у цитоплазматичним изданцима. То доводи до промене пермеабилитета мембране итд.

## Инструменти
Први инструменти биле су обичне флашице са мирисима или епрувете које се стављају под нос испитаника. Многи чиниоци нису контролисани, па је такво испитивање погодно само за утврђивање квалитативних разлика у сензацијама. За испитивање прагова, разликовање по интензитету, користи се Цвардемакеров олфактометар. Он се састоји од једне порозне неглеђосане порцеланске цеви, која се натопи мирисом, и друге, стаклене цеви, која се извлачи из прве и савијеним крајем доводи до ноздрве испитаника. Уколико се стаклена вевчица више извуче из порцеланске, већа површина испарава, те је интензитет дражења већи.

## Квалитет
Човек је способан да доживи многобројне мирисе. Прва подела је била на непријатне и пријатне мирисе. Хенинг презентује испитаницима велики број мириса и тражи им да их сврстају по сличности. Добија тако шест категорија: цветни, воћни, зачински,  смоласти, загорели и трулежни мирис. Други аутори проналазе четири основне димензије квалитета мириса: ароматичну (F), киселу (А), загорелу (В) и каприлинску (С). Означавајући је бројевима, долазе до четири димензије квалитета сваког посебног мириса. Мешање два различита мириса може довести до фузије, стапања мириса у један - трећи, или могуће је да мириси задрже своју индивидуалност, те се најчешће смењивају, понекад јачи маскира слабији, а некад може један да појача други, или да га неутралише.

## Интензитет
Субјективне јединице за мерење интензитета мириса су олфакције или олфакти. Мириси се по интензитету слабо разликују, али је зато препознавање неке мирисне материје велика. Претпоставља се да интензитет сензације зависи од површине драженог чулног епитела такође, већа површина даје већи интензитет. Краће трајање мирисне материје је снажније и праг је нижи.